# Lauri Törni
Lauri Allan Törni (Víborg, 28 de mayo de 1919 - Quảng Nam, 18 de octubre de 1965), más tarde conocido como Larry Alan Thorne, fue un soldado finlandés que luchó bajo tres banderas: la finlandesa, la alemana, cuando combatió contra los soviéticos en la Segunda Guerra Mundial, y la estadounidense (donde fue conocido como Larry Thorne) cuando sirvió en las Fuerzas Especiales del Ejército de los Estados Unidos en la Guerra de Vietnam.

## Primeros años de vida y servicio militar
Lauri Allan Törni nació en Viipuri, Finlandia, hijo del capitán Jalmari (Ilmari) Törni y su esposa Rosa (nacida Kosonen). Tenía dos hermanas: Salme Kyllikki (1920) y Kaija Iris (1922). Durante su juventud destacó por sus capacidades atléticas. Después de asistir a la escuela de comercio y servir en la Guardia Civil, Törni hizo el servicio militar en 1938 en las filas del 4º Batallón de Infantería Cazadores (Jaeger) Independiente, acuartelado en Kiviniemi.

### Segunda Guerra Mundial
Cuando la Guerra de Invierno estalló en noviembre de 1939, el alistamiento de Törni se extendió y su unidad se enfrentó a las tropas soviéticas invasoras en Rautu (hoy Sosnovo, Óblast de Leningrado, Rusia).
Terminada la Guerra de Invierno con el rango de subteniente en el sector de Vänrikki, Törni se fue a Alemania y se enroló en Viena como voluntario en las Waffen-SS. Al año siguiente, durante la “Operación Barbarroja” en junio de 1941, combatió contra las tropas soviéticas, alcanzado el grado de capitán y siendo condecorado con la Cruz de Hierro. Sin embargo, su estancia con los alemanes fue breve porque en julio regresó a su patria para tomar parte en la Guerra de Continuación entre Finlandia y la URSS, donde creó el “Destacamento Törni” de fuerzas especiales. Entre los hombres bajo su mando estuvo el futuro presidente Mauno Koivisto. Esta unidad tenía como misión causar grandes pérdidas al enemigo, llegando este a ofrecer 3.000.000 marcos finlandeses al soldado que matase a Törni. Durante la ofensiva de Viipuri (hoy Víborg, Rusia) su unidad tuvo un destacado comportamiento, que le valió ser condecorado con la Cruz de Mannerheim, la condecoración militar más alta de Finlandia, creada en 1941, y que se otorgó por última vez en mayo de 1945.
Una vez firmado el Tratado de Moscú entre Finlandia y la URSS en septiembre de 1944, Törni viajó a Alemania para organizar una resistencia finlandesa en el exilio ante la posibilidad de una invasión rusa de su patria. No obstante, ante el avance del Ejército Rojo en Alemania, Törni volvió a enrolarse en las Waffen-SS para combatir de nuevo contra los soviéticos en el sector de Schwerin entre enero y marzo de 1945. Poco después, para no caer en manos de los soviéticos, emprendió la retirada hacia el oeste de Europa, hasta rendirse finalmente a las tropas del Reino Unido al otro lado del Río Elba.

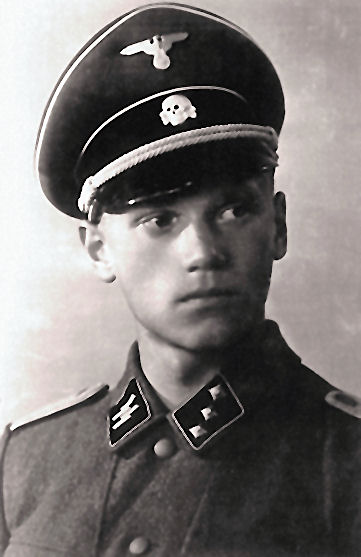
Lauri Allan Törni con el uniforme de las Waffen-SS y el grado de Untersturmführer en 1941

### Emigración a los Estados Unidos
Tras ser puesto en libertad en 1949, Törni se marchó a Suecia para afincarse primero en Haparanda y posteriormente en Estocolmo. Allí se casó con una ciudadana sueca llamada Marja Kops e hizo amistad con numerosos finlandeses exiliados de la Segunda Guerra Mundial. Al año siguiente, en 1950, tomó un barco llamado ‘ ‘SS Bolivia’ ‘ que lo llevó hasta Caracas, en Venezuela, donde transbordó al mercante ‘’SS Skagen’’ que iba rumbo a México. Mientras navegaba por el Golfo de México, Törni se lanzó al agua y nadó rápidamente hasta la costa de los Estados Unidos, donde entró ilegalmente. Una vez en la ciudad de Mobile (Alabama), viajó en tren hasta Nueva York y fue acogido en la pequeña comunidad finesa conocida como “Finn Town”, en el Sunset Park del barrio de Brooklin.
Allí trabajó como carpintero y limpiador. El general estadounidense William J. Donovan, jefe de la Oficina de Servicios Estratégicos (OSS) y también veterano de la Segunda Guerra Mundial, le ofreció prestar servicio en el Ejército Estadounidense. Törni aceptó, y tras nacionalizarse estadounidense con el nombre de Larry Thorne, fue admitido como soldado en las Fuerzas Especiales Estadounidenses. Gracias a sus conocimientos durante la Guerra de Continuación, Törni se convirtió en instructor especializado en táctica guerra de guerrillas, desplazamientos con esquíes, supervivencia y montañismo. Poco después realizó el curso de paracaidismo, ascendió a teniente del Cuerpo de Transmisiones en 1957 y sirvió en la Escuela de Bad Tölz en Alemania Occidental entre 1958 y 1962. Participó también en una misión de reconocimiento en Irán atravesando los Montes Zagros.

#### Guerra de Vietnam
Cuando estalló la Guerra de Vietman, los comandos de Törni agrupados en el Destacamento A-734 de Fuerzas Especiales, también conocidos como boinas verdes, comenzaron a entrenar en 1963 al Ejército de Vietnam del Sur, para enfrentarse al Vietcong, en los campamentos de Châu Lâng y Thin Biên. Törni combatió contra las tropas de Vietnam del Norte en la provincia de Giang, ganando la Estrella de Bronce.

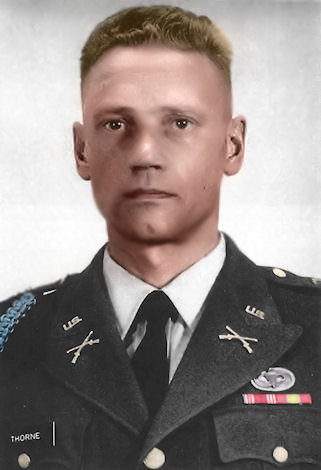
Lauri Allan Törni, alias Larry Alan Thorne, en uniforme del Ejército de Estados Unidos en los años 60.

Falleció el 18 de febrero de 1965 mientras supervisaba las tropas survietnamitas en la provincia de Quâng Nam. El helicóptero en el que viajaba, modelo CH-34, se estrelló en el sector de Phurôc Son. Fallecieron los cuatro tripulantes, entre ellos Törni y sus tres compañeros survietnamitas Van Lanh Bui, Bao Tung Nguyen y Long Phan.
Los equipos de rescate no pudieron localizar el lugar del accidente. Poco después de su desaparición, Thorne fue ascendido al rango de mayor y póstumamente se le otorgaron las condecoraciones de la Legión del Mérito y la Cruz de Vuelo Distinguido.
En 1999 los restos de Thorne fueron encontrados por una fuerza del Departamento de Defensa de los Estados Unidos y de Finlandia y repatriados a los Estados Unidos luego de una ceremonia en el Aeropuerto Internacional de Nội Bài de Hanoi, a la que asistieron la secretaria de Estado Madeleine Albright y el embajador Pete Peterson.
Identificado formalmente en 2003, Thorne yace en una tumba compartida junto con otras víctimas de la guerra de Vietnam en el Cementerio Nacional de Arlington. Sus restos fueron enterrados el 26 de junio de 2003 junto con otras víctimas recuperadas del lugar del accidente de 1965. Fue recordado en el Monumento a los Veteranos de Vietnam. Solo le sobrevivió su prometida, Marja Kops.

## Grados militares de Lauri A. Törni
Fuerzas Armadas de Finlandia

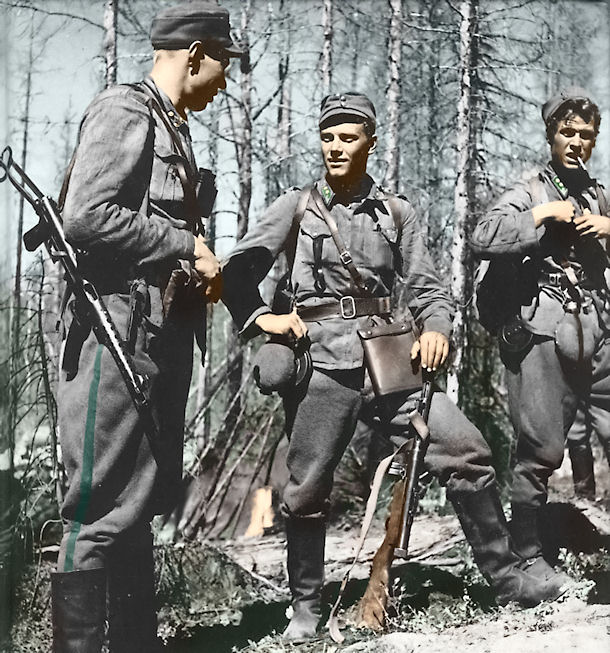
Törni al centro, después de la batalla de Haukilahti en una foto conjunta con el capitán Pentti Railion del Regimiento de Infantería 33 y el teniente Holger Pitkänen, derecha.

- 3 de septiembre de 1938, recluta (reserva)
- 1 de marzo de 1939, cabo (reserva)
- 9 de mayo de 1940, subteniente (reserva)
- 5 de marzo de 1942, teniente (reserva)
- 27 de agosto de 1944, capitán (reservas)
- 6 de octubre de 1950, eliminado de la lista de oficiales

Waffen-SS alemanas
- 18 de mayo de 1941, untersturmführer (sub teniente)
- 15 de abril de 1945, hauptsturmführer (capitán)

Ejército de Estados Unidos
- 28 de enero de 1954, soldado
- 20 de diciembre de 1954, soldado de primera clase
- 28 de abril de 1955, cabo
- 17 de noviembre de 1955, sargento
- 9 de enero de 1957, teniente
- 30 de noviembre de 1960, capitán
- 16 de diciembre de 1965 mayor (póstumo)

## Apariciones en la cultura popular
- Lauri Törni inspiró el tema Soldier of Three Armies de la banda de power metal sueca Sabaton, donde hablan de sus actividades en los tres ejércitos donde sirvió.